# Now, Diabolical
Now, Diabolical è il sesto album in studio del gruppo musicale black metal norvegese Satyricon, pubblicato il 17 aprile 2006 in l'Europa e il 13 giugno 2006 negli Stati Uniti. Nella versione limitata in vinile è presente la bonus track Storm (Of The Destroyer) e i video dei singoli K.I.N.G e The Pentagram Burns.

## Tracce
1. Now, Diabolical – 5:30
2. K.I.N.G. – 3:36
3. The Pentagram Burns – 5:38
4. A New Enemy – 5:47
5. The Rite Of Our Cross – 5:45
6. That Darkness Shall Be Eternal – 4:46
7. Delirium – 5:38
8. To The Mountains – 8:09
9. Storm (Of The Destroyer) (Century Media America CD, Roadrunner Japan CD & Vinyl LP Bonus Track) – 2:50

## Formazione
- Satyr - chitarra, tastiera, voce
- Frost - batteria
- Lars K. Norberg - basso